# Dirección Nacional de Control de Drogas
La Dirección Nacional de Control de Drogas (DNCD) es una entidad del Poder Ejecutivo de la República Dominicana encargada de combatir el tráfico y consumo ilícito de drogas en todo el territorio nacional.
Fue establecida mediante la Ley 50-88 sobre estupefacientes y sustancias controladas el 30 de mayo de 1988. Su objetivo principal es supervisar y gestionar el sistema de inteligencia antidrogas del país, recopilando, evaluando y distribuyendo información estratégica y operativa para prevenir y combatir la producción, tráfico, distribución y consumo ilegal de drogas. El director de la DNCD es el vicealmirante de las Fuerzas Armadas, José Manuel Cabrera Ulloa.
Conforme al Artículo 10 de la Ley 50-88, los objetivos fundamentales de la DNCD son asegurar el cumplimiento de dicha ley, investigar y preparar casos judiciales contra infractores de la ley tanto a nivel nacional como internacional, y supervisar el sistema de inteligencia antidrogas. La DNCD también está encargada de confiscar bienes y beneficios derivados del tráfico ilícito, implementar disposiciones legales sobre sustancias controladas y coordinar esfuerzos con autoridades nacionales e internacionales. Adicionalmente, actúa como representante ante la INTERPOL y otros organismos internacionales en programas de control de drogas.

## Historia
En la época precolombina, los indígenas de la región utilizaban ciertas hierbas en polvo en un ritual llamado cohoba, que consistía en inhalar estas sustancias a través de una caña. Con la llegada de los colonizadores, se introdujeron nuevas prácticas religiosas y sociales que desplazaron el uso de estas hierbas con fines rituales. La primera regulación sobre drogas en la República Dominicana se remonta al 1 de julio de 1918, cuando el Gobierno Militar Norteamericano emitió la orden ejecutiva número 161. Esta orden controlaba la fabricación, importación, distribución y venta de opio, morfina, cocaína y otras drogas narcóticas, y fue publicada en la gaceta oficial n.º 2909.

### Desarrollo del Control y Tráfico de Drogas
Durante las décadas de 1930 a 1960, el uso de drogas en la República Dominicana fue esporádico. Sin embargo, a finales de los años 60 y principios de los 70, se registró un aumento en el tráfico y consumo de drogas como la marihuana y la cocaína. En respuesta, el gobierno promulgó la ley 168 el 12 de mayo de 1975, asignando a la Policía Nacional la responsabilidad de controlar el tráfico y consumo de drogas a través del Departamento Contra Narcóticos. A pesar de los éxitos iniciales, el incremento en la sofisticación de los narcotraficantes y el aumento del consumo hicieron necesarias medidas más amplias y coordinadas.

### Creación del Centro de Información y Coordinación Conjuntas
El 4 de noviembre de 1985, se estableció el Centro de Información y Coordinación Conjuntas (CICC), compuesto por oficiales de las Fuerzas Armadas y la Policía Nacional. Este centro se especializó en el control del narcotráfico y en la recopilación y análisis de información. Gracias a su labor, se lograron importantes incautaciones, como los 691 kilos de cocaína en el caso de Arroyo Barril y los 961 kilos en el caso del Helen Express. Estos éxitos subrayaron la necesidad de una institución y legislación dedicadas exclusivamente a la lucha contra el narcotráfico.

### Ley 50-88
La promulgación de la Ley 50-88 en 1988 representó un avance significativo en la lucha contra el narcotráfico en la República Dominicana. Esta ley creó la Dirección Nacional de Control de Drogas (DNCD), que se convirtió en una dependencia directa del poder ejecutivo. La DNCD fue encargada de prevenir y reprimir el consumo, distribución y tráfico de drogas, así como de investigar y procesar judicialmente a los infractores. La ley también integró el Centro de Información y Coordinación Conjunta (CICC) a la DNCD, otorgándole la responsabilidad de controlar el sistema de inteligencia antidrogas del país.

### Cooperación y Prevención
La DNCD trabaja en colaboración con las Fuerzas Armadas, la Policía Nacional y agencias internacionales como la Administración de Control de Drogas (DEA). Además, implementa programas de prevención y orientación comunitaria con el apoyo de las Naciones Unidas y otras instituciones internacionales. Estos programas se enfocan en educar y prevenir el consumo de drogas en escuelas, comunidades y asociaciones. El Consejo Nacional de Drogas, creado junto a la DNCD por la Ley 50-88, desempeña un papel importante en el diseño e implementación de estrategias nacionales contra el narcotráfico y en la coordinación de esfuerzos públicos y privados para combatir este problema en República Dominicana.